# 1926 en Grèce
Chronologie de la Grèce
- 1922
- 1923
- 1924
- 1925
- 1926
- 1927
- 1928
- 1929
- 1930

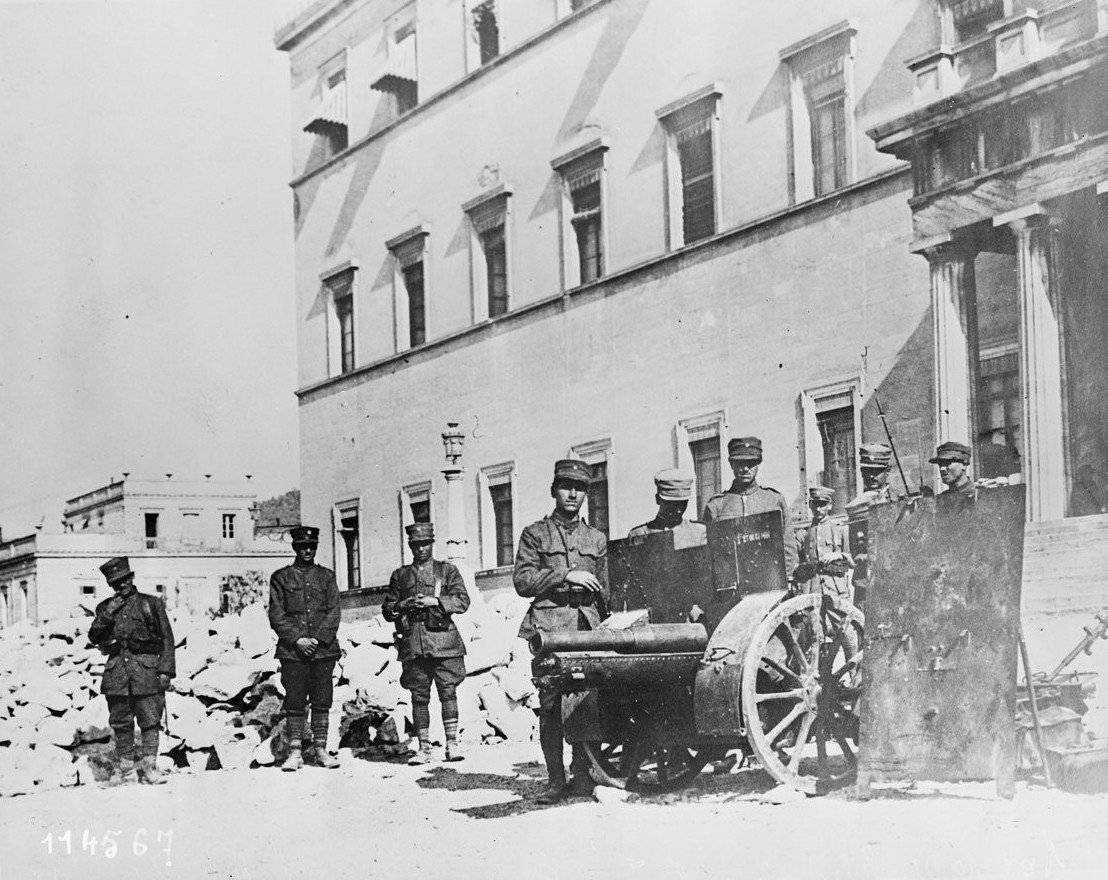
L'artillerie grecque gardant l'ancien palais royal avant les élections législatives de novembre 1926 à Athènes.

Cette page concerne les évènements survenus en 1926 en Grèce  :

## Évènements
- 4-11 avril : Élection présidentielle (en)
- 7 novembre : Élections législatives
- Découverte du bras gauche du dieu de l'Artémision lors de fouilles sous-marines.

## Sortie de film
- Maria Pentayotissa

## Sport
- Championnat Panhellénique (1925-1926) (en)
- Championnat Panhellénique (1926-1927) (en)
- Création des clubs : Almopos Aridea F.C. (en), Apollon Kalamarias, Aris Aitoliko F.C. (en), Atromitos Piraeus F.C. (en), Ermis Amyntaio F.C. (en), Fostiras FC, Keratsini FC (en), PGS Kissamikos (en), Olympiakos Laurium F.C. (en), Olympiakos Patras F.C. (en), Panargiakos F.C. (en), Panetolikós FC, PAOK Salonique, Pelopas Kiato F.C. (en) (football), OF Néa Ionía (handball), A.C. Rigas Feraios Velestino (en), Apóllon Pátras, VAO (en) (multi-sports).
- Création de la Fédération hellénique de football.

## Création
- Académie d'Athènes
- Automobile et Touring Club de Grèce (en)
- Début des travaux de construction du barrage de Marathon.
- Bibliothèque Gennadeion
- Confédération des syndicats des fonctionnaires publics
- Conservatoire national
- École Kaplaneios (en) à Ioannina.
- Foire internationale de Thessalonique (en)
- Mémorial de Doiran (en), près de Doïráni
- Ordre du Phénix
- Parti de l'agriculture et du travail (en)
- Service d'incendie hellénique (en)
- Vicariat apostolique de Thessalonique

## Naissance
- Níkos Koúndouros, réalisateur.
- Élli Lambéti, actrice.
- Panayótis Lambrías, député européen.
- Kóstas Mountákis, musicien.
- Irène Papas, actrice.
- Thanássis Véngos, metteur en scène.
- Nikólaos Vgenópoulos, médecin et personnalité politique.

## Décès
- Dimitrios Ioannou (el), militaire.
- Vassílis Magiásis (el), peintre.
- Nikólaos Papagiannópoulos (el), théologien et professeur d'université.